# Incident de Sakuradamon (1860)
Pour les articles homonymes, voir Incident de Sakuradamon.

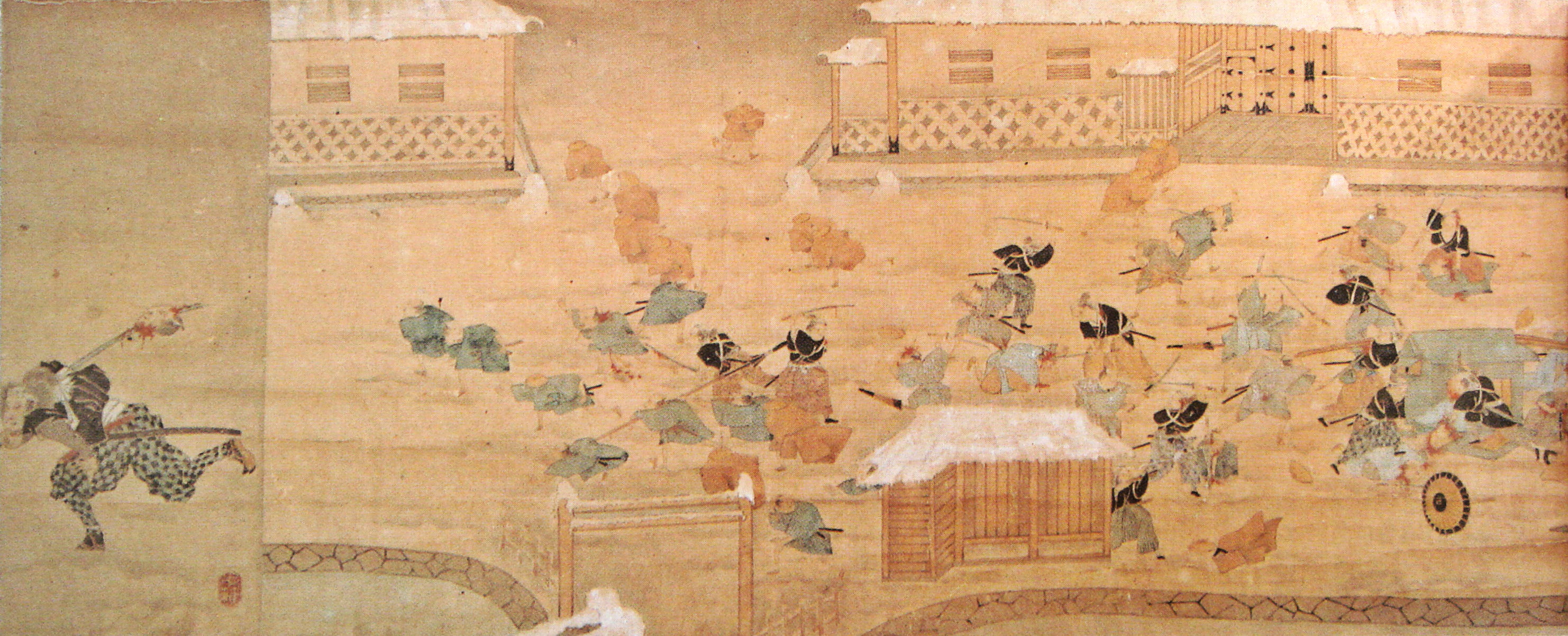
Une représentation de l'incident de Sakuradamon ; à gauche, un samouraï court, emportant une tête coupée.

L'incident de Sakuradamon (桜田門外の変, Sakuradamon-gai no Hen, ou 桜田門の変 Sakuradamon no Hen) désigne l'assassinat du ministre en chef (tairō) Ii Naosuke (1815-1860) le 24 mars 1860 par des rōnin et samouraïs du domaine de Mito à l'extérieur de la porte Sakurada du château d'Edo.

## Contexte

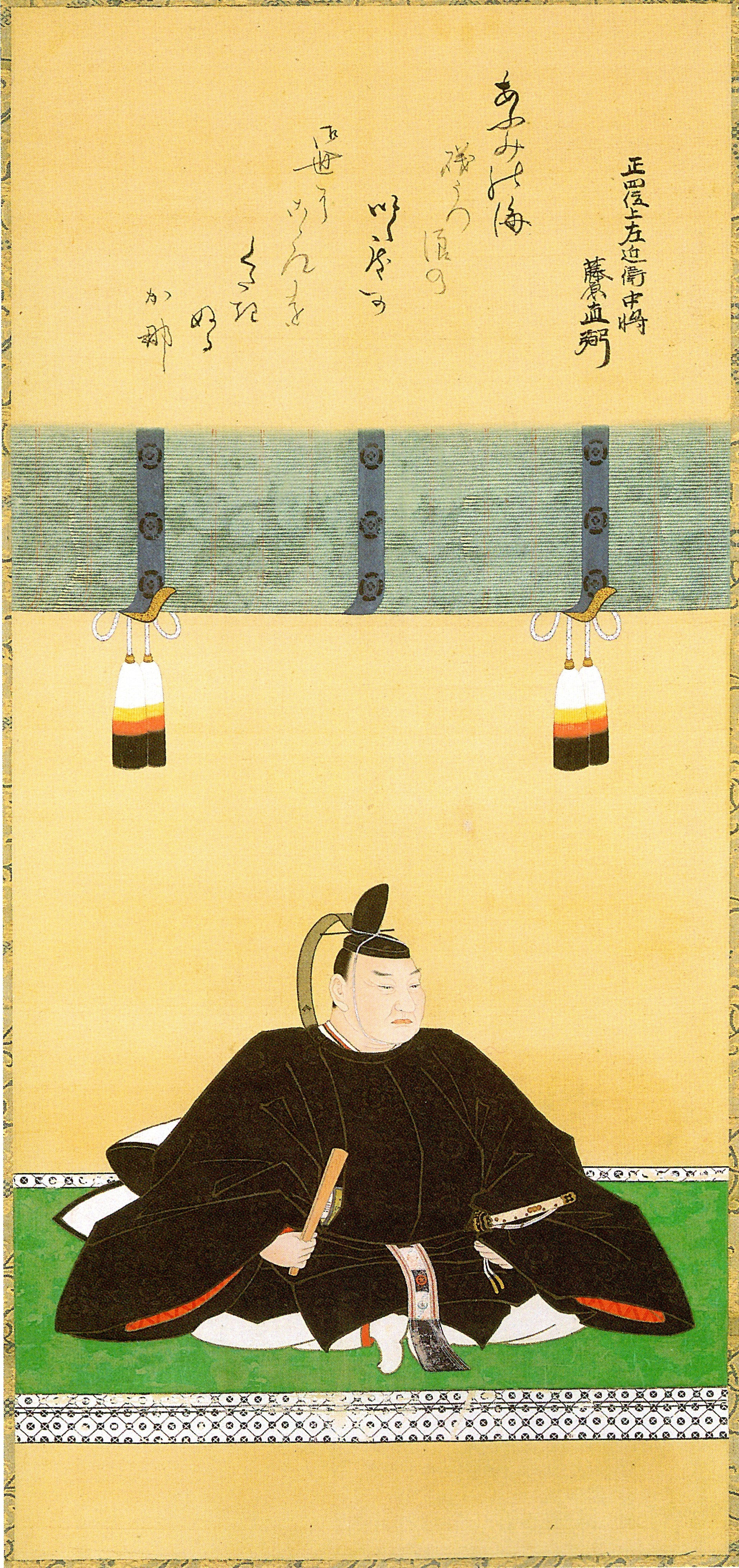
En 1860, Ii Naosuke était le conseiller le plus influent du shogunat.

Ii Naosuke, éminente figure de la période du bakumatsu et promoteur de la réouverture du Japon après plus de 200 années de politique d'isolement (sakoku), est largement critiqué pour la signature en 1858 du traité d'Amitié et de Commerce avec le consul américain Townsend Harris et, peu après, de la signature de traités similaires avec d'autres pays occidentaux. À partir de 1859, les ports de Nagasaki, Hakodate et Yokohama s'ouvrent aux commerçants étrangers en conséquence de ces traités.
Ii Naosuke est également critiqué pour sa volonté de renforcer l'autorité du shogunat contre les daimyos régionaux au moyen de la purge d'Ansei. Naosuke se fait des ennemis déterminés dans le différend pour la succession de shogun Tokugawa Iesada et parce qu'il contraint à la retraite ses adversaires, en particulier les obligés des domaines de Mito, Hizen, Owari, Tosa, Satsuma et Uwajima.
Ces politiques génèrent un fort sentiment contre le shogunat, en particulier parmi les tenants de l'école de Mito.

## Assassinat

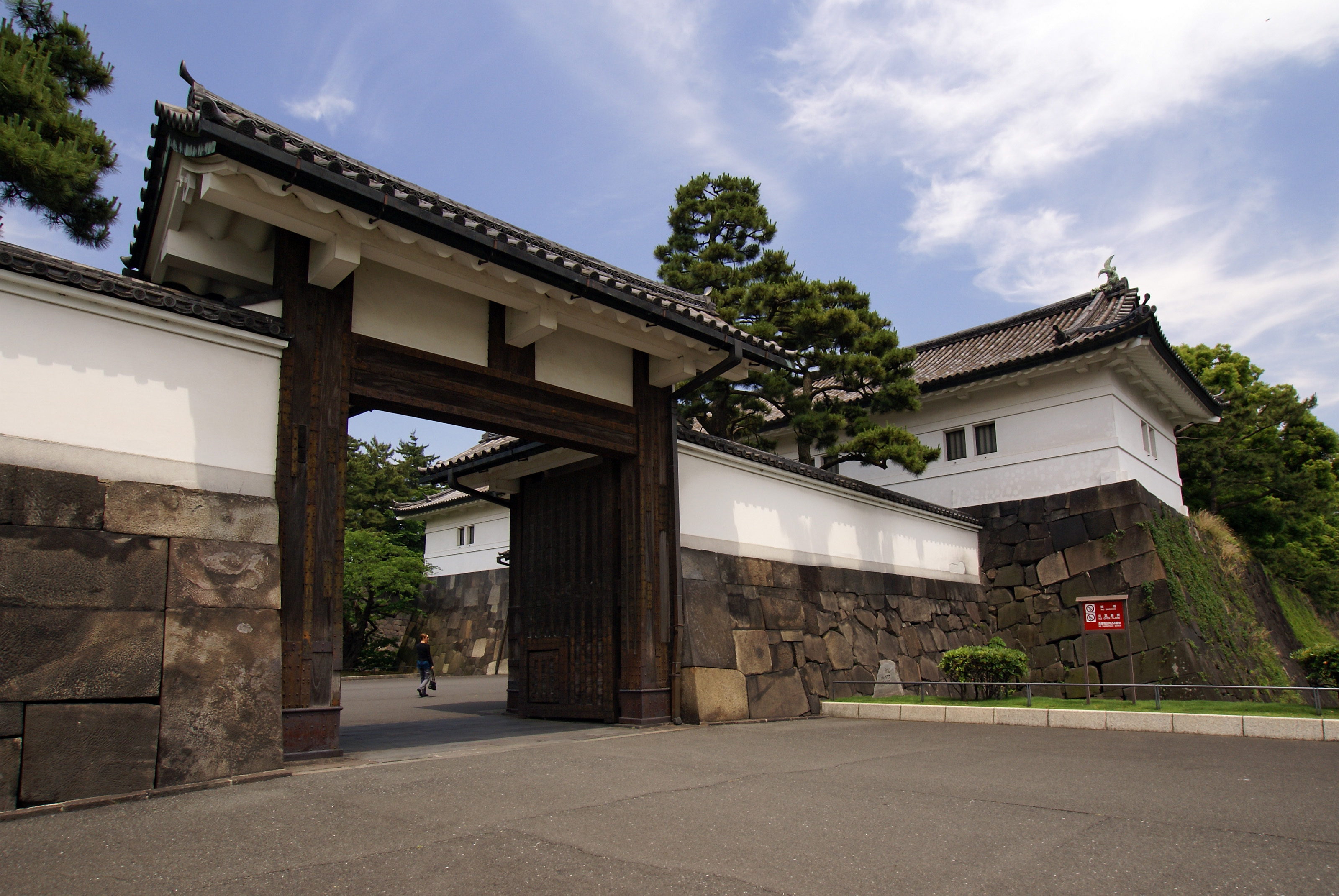
La porte Sakuradamon de nos jours.

L'assassinat a lieu à l'extérieur du château d'Edo (moderne Tokyo) où réside le shogun, juste au moment où Ii Naosuke en atteint l'entrée. Ii Naosuke a été averti relativement à sa sécurité et beaucoup l'encouragent à se retirer de ses fonctions mais il refuse en répondant « Ma propre sécurité n'est rien quand je vois le danger qui menace l'avenir du pays ».
Au total, 17 rōnin de Mito tendent une embuscade à Ii Naosuke avec Arimura Jisaemon (有村次左衛門), un samouraï du domaine de Satsuma. Tandis qu'une attaque à l'avant attire l'attention des gardes, un assassin solitaire tire une fois dans le palanquin contenant Ii Naosuke, avec un revolver Colt 1851 Navy de fabrication japonaise copié à partir des armes à feu que Perry a offertes au shogunat. Extirpant Ii Naosuke, blessé et probablement paralysé, Arimura le décapite puis commet seppuku.

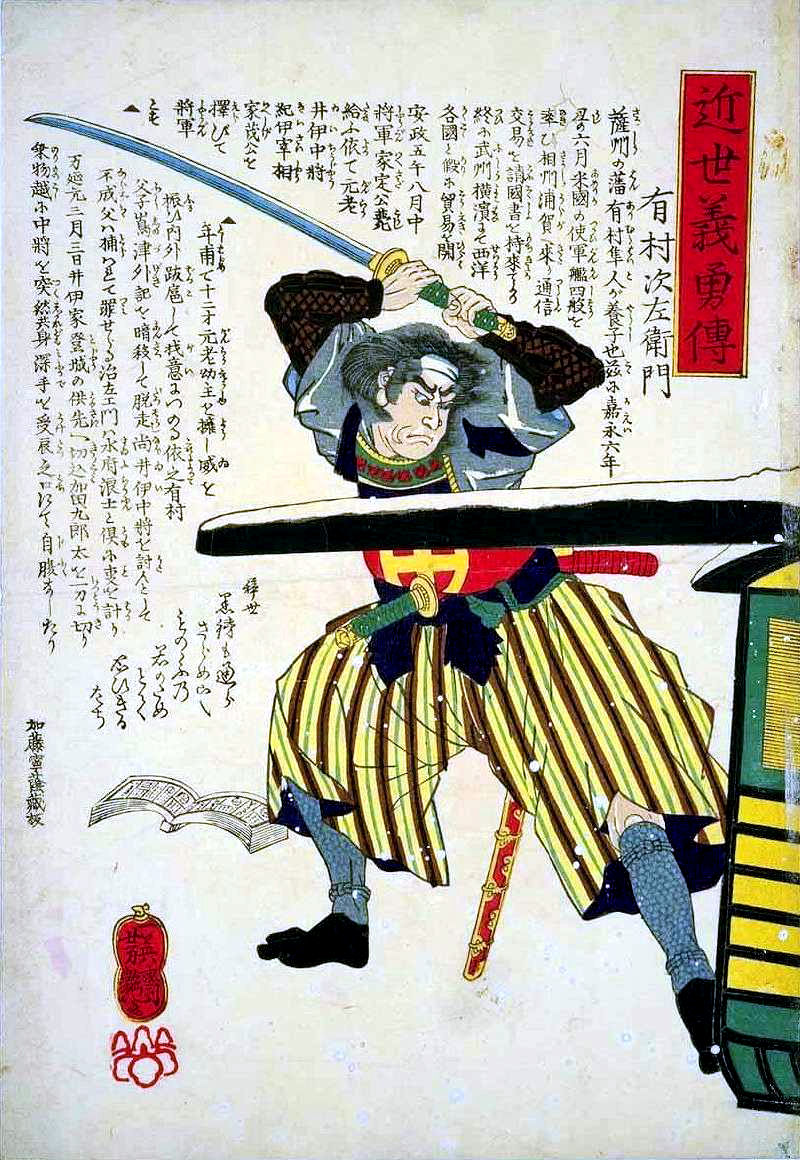
Arimura Jisaemon, sur le point de commettre l'assassinat.

Les conspirateurs portent sur eux un manifeste décrivant la raison de leur acte :

« Tout en étant pleinement conscients de la nécessité d'un changement dans la politique depuis l'entrée des Américains à Uraga, il est tout à l'encontre des intérêts du pays et une tache sur l'honneur national d'entamer des relations commerciales avec des étrangers, d'admettre des étrangers dans le château, de conclure des traités avec eux, d'abolir la pratique établie du piétinement de l'image du Christ, de permettre aux étrangers de construire des lieux de culte pour la religion du mal et de permettre aux trois ministres des Affaires étrangères de résider dans le pays(...) Par conséquent, nous nous sommes consacrés pour être les instruments du ciel pour punir ce méchant homme et nous avons pris sur nous-mêmes le devoir de mettre fin à un fléau, en tuant cet atroce autocrate »

— Manifeste des conspirateurs de Sakuradamon.
La nouvelle de l'événement est envoyée par bateau jusqu'à San Francisco puis transmise rapidement par le Pony Express à travers l'Ouest américain. Le 12 juin 1860, le New York Times rapporte que la première mission diplomatique japonaise en Occident a été informée de ce qu'il s'est passé à Edo.

## Conséquences
Le soulèvement populaire contre l'ingérence étrangère et l'assassinat de Ii Naosuke forcent le bakufu à assouplir sa position et à adopter une politique de compromis Kōbu Gattai (« Union de l'empereur et du shogun ») suggérée par le domaine de Satsuma et le domaine de Mito dans laquelle les deux parties sont en lice pour la suprématie politique dans les années à venir. Cela s'amplifie bientôt pour devenir le violent mouvement Sonnō jōi (« Vénérez l'empereur, expulsez les étrangers »),.
Pendant les années suivantes jusqu'à la chute du bakufu en 1868, Edo, et plus généralement les rues du Japon, restent dangereux tant pour les fonctionnaires du bakufu (voir attaque sur Andō Nobumasa) que pour les étrangers (voir incident de Namamugi), tandis que le mouvement Sonnō jōi continue de se développer. Selon Ernest Satow, 
« Une vengeance sanglante a été exercée sur l'individu [Ii Naosuke] mais l'hostilité au système ne fait qu'augmenter avec le temps et à la fin provoque sa ruine complète ».
Le conflit est résolu avec la défaite militaire du shogunat à l'issue de la guerre de Boshin et la mise en place de la restauration de Meiji en 1868.

## Culture populaire
- le film Samouraï de 1965 a été inspiré par l'incident de Sakuradamon.
- le film japonais Sakuradamon-gai no hen retrace la conspiration ayant conduit à l'assassinat.

## Source de la traduction
- (en) Cet article est partiellement ou en totalité issu de l’article de Wikipédia en anglais intitulé « Sakuradamon Incident (1860) » (voir la liste des auteurs).